# Bonheiden-Putsesteenweg
Bonheiden-Putsesteenweg is een woonkern van de Belgische gemeente Bonheiden. Het gebied is gelegen rond de baan van Mechelen naar Heist-op-den-Berg, de Putsesteenweg (N15).
Na de Eerste Wereldoorlog groeide dit gebied stilaan uit tot een grote woonkern. Verschillende nieuwe verkavelingen ontstonden in die buurt. Sinds 1936 is er ook een kerk met een parochie, de Sint-Ludwinakerk, toegewijd aan Ludwina. Deze werd gebouwd omdat de bewoners van Bonheiden-Putsesteenweg nogal veraf woonden van de kerk van Bonheiden-Dorp.
Vroeger werd deze wijk ook wel Zellaer of Zellare genoemd, naar het nabijgelegen kasteel van Zellaer.

## Bezienswaardigheden
In deze kern staat het neogotische Kasteel van Zellaer. Andere oude gebouwen in Bonheiden-Putsesteenweg zijn kasteel Vredestein, de Vredesteinhoeve met zijn eclectisch bakhuis, de Kathoeve, het landhuis Steenhof, de Kasteelhoeve en de Nieuwe Krankhoeve.
Door deze kern loopt ook de Oude Baan (ook wel Oude Putse Baan genoemd), vroeger een Romeinse heirbaan die de stad  Mechelen verbond met het Nederlandse Rijen.

## Middenstand
Dit gebied heeft ook een eigen middenstandsvereniging "De Stieweg" die elk jaar de kerstboomverbranding (januari) en het middenstandsfeest (juni) organiseert.
Elk jaar op de eerste zaterdag na 8 januari worden de kerstbomen van Bonheiden-Rijmenam traditioneel verbrand op de kerstboomverbranding georganiseerd door de middenstandsvereniging De Stieweg. Het is voor veel mensen het ideale moment om bij te praten met een glühwein, jenever of warme chocomelk in de hand.
In 1999 naar aanleiding van de heropening van de vernieuwde Putsesteenweg organiseerde de middenstandsvereniging voor de eerste maal het middenstandsfeest. Sinds toen is het middenstandsfeest uitgegroeid tot een vaste waarde waar kinderen hun hart kunnen ophalen aan de springkastelen, carrousel en eendjes vissen terwijl hun ouders met vrienden en kennissen kunnen bijpraten met een drankje op het zonnige terras.
De middenstandsvereniging steunt ook goede doelen met de opbrengsten van hun evenementen. In januari 2005 ging de opbrengst van de kerstboomverbranding naar hulporganisaties in Thailand die meehielpen aan de wederopbouw na de verwoestende tsunami in december 2004. Ze kochten ook fluovestjes voor de Sinte Mariaschool waarbij ze de veiligheid ven de schoolgaande kinderen willen verbeteren en garanderen. Daarnaast steunden ze ook al tal van lokale verenigingen zoals Chiro Putsesteenweg.
Het bestuur onder leiding van Yves Goovaerts zet zich elk jaar opnieuw in om de inwoners van Bonheiden-Rijmenam deze twee evenementen te geven.

## Galerij

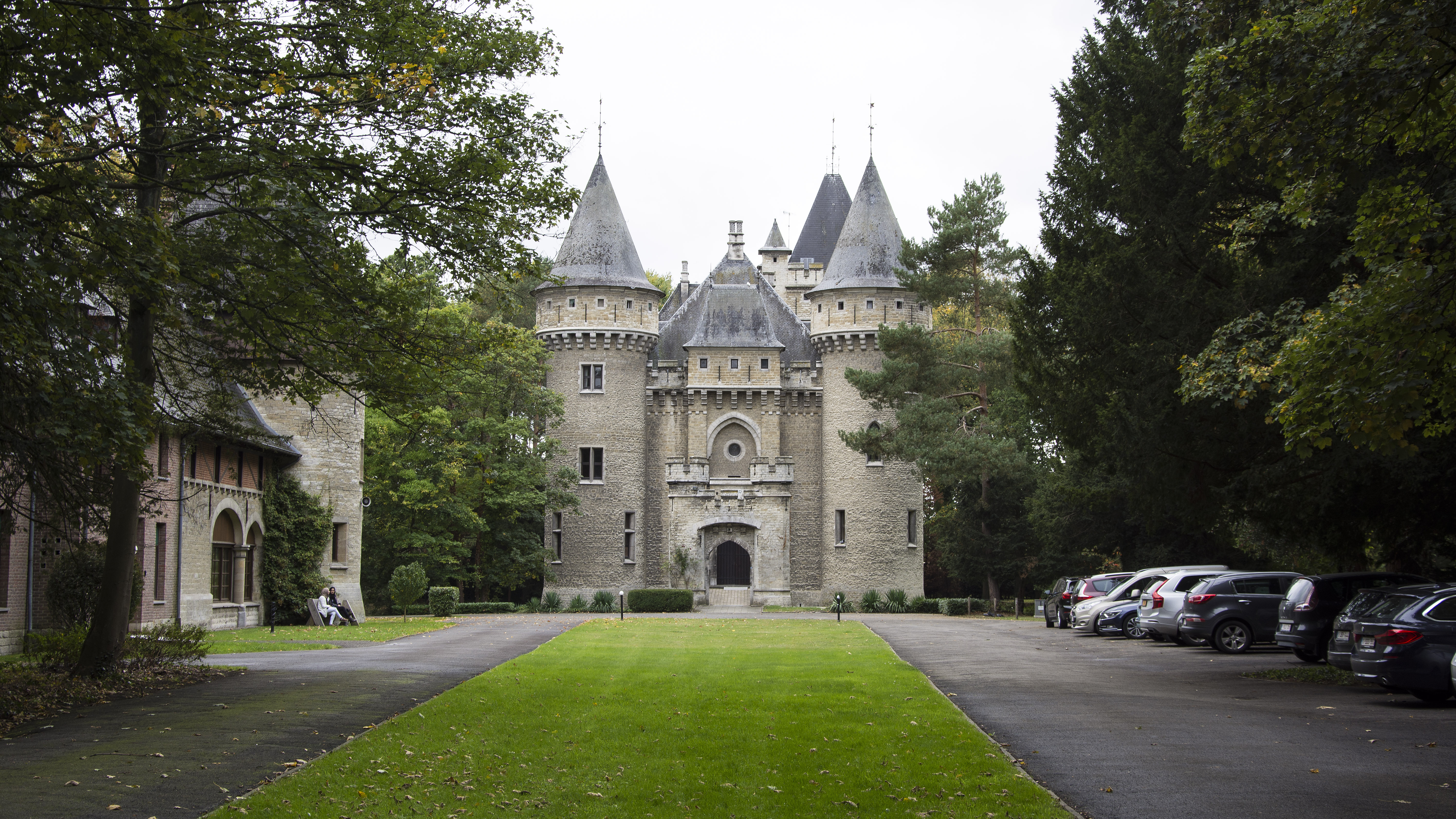
Het kasteel van Zellaer
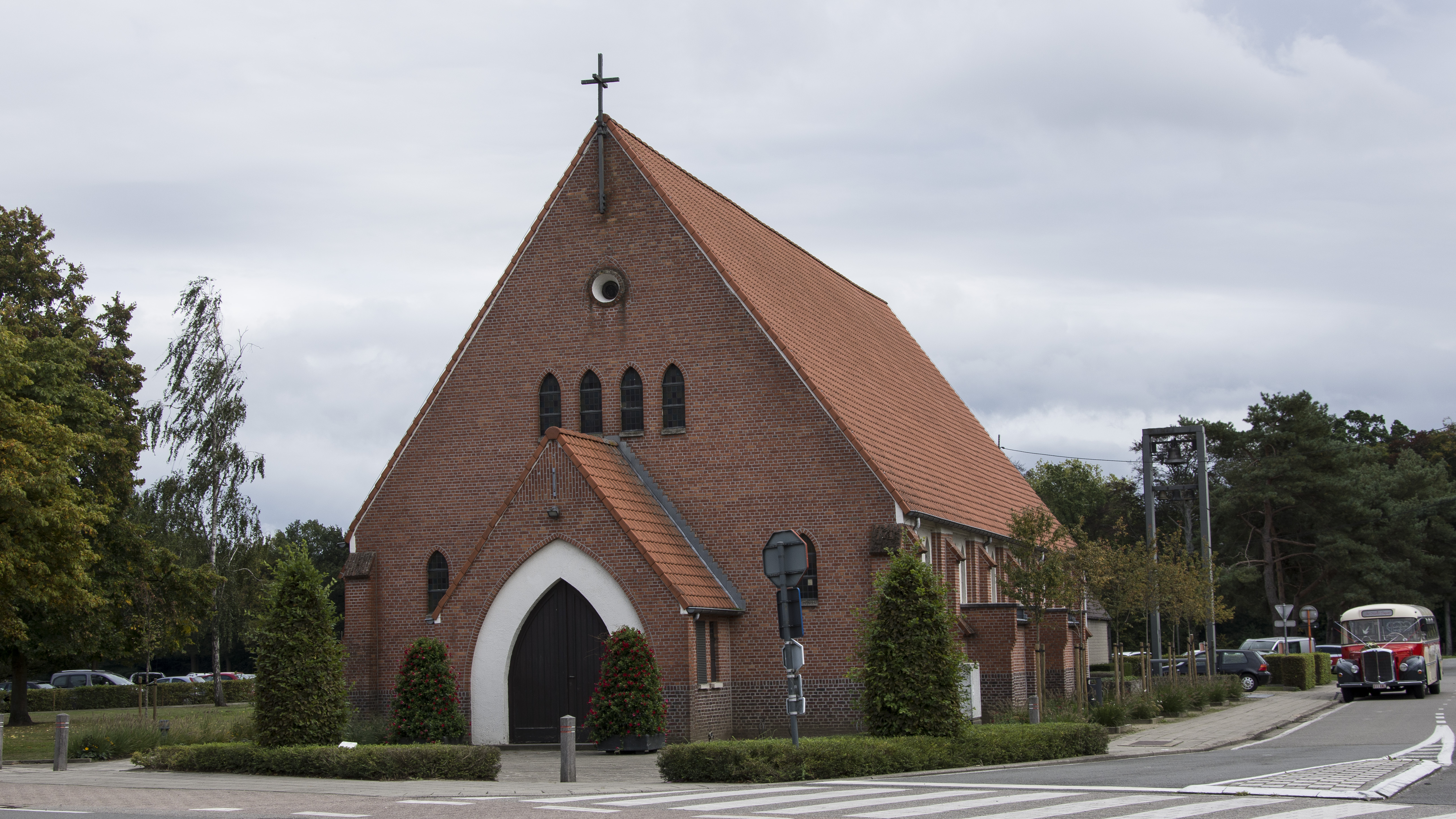
De Sint-Ludwinakerk
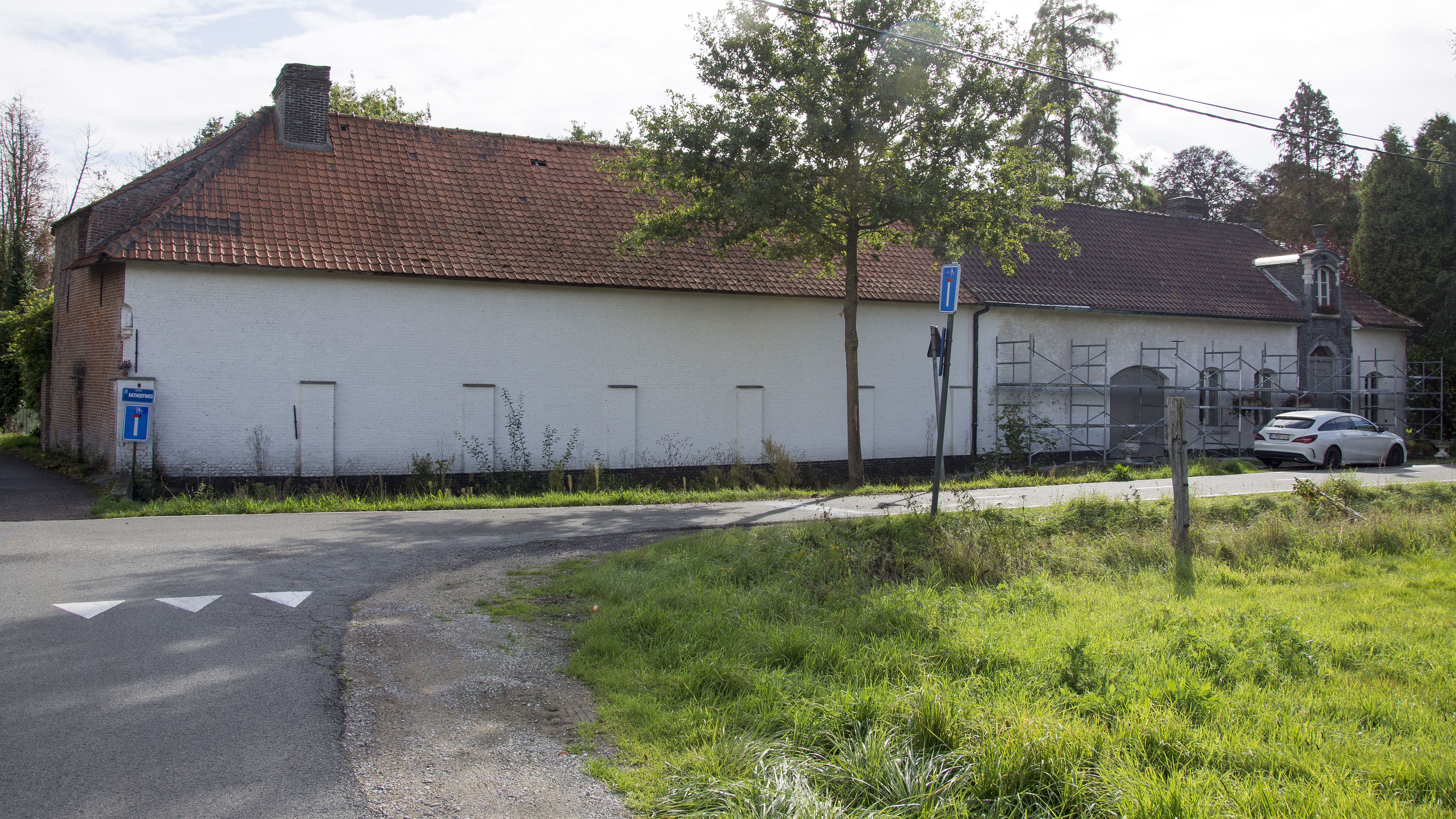
De Vredesteinhoeve
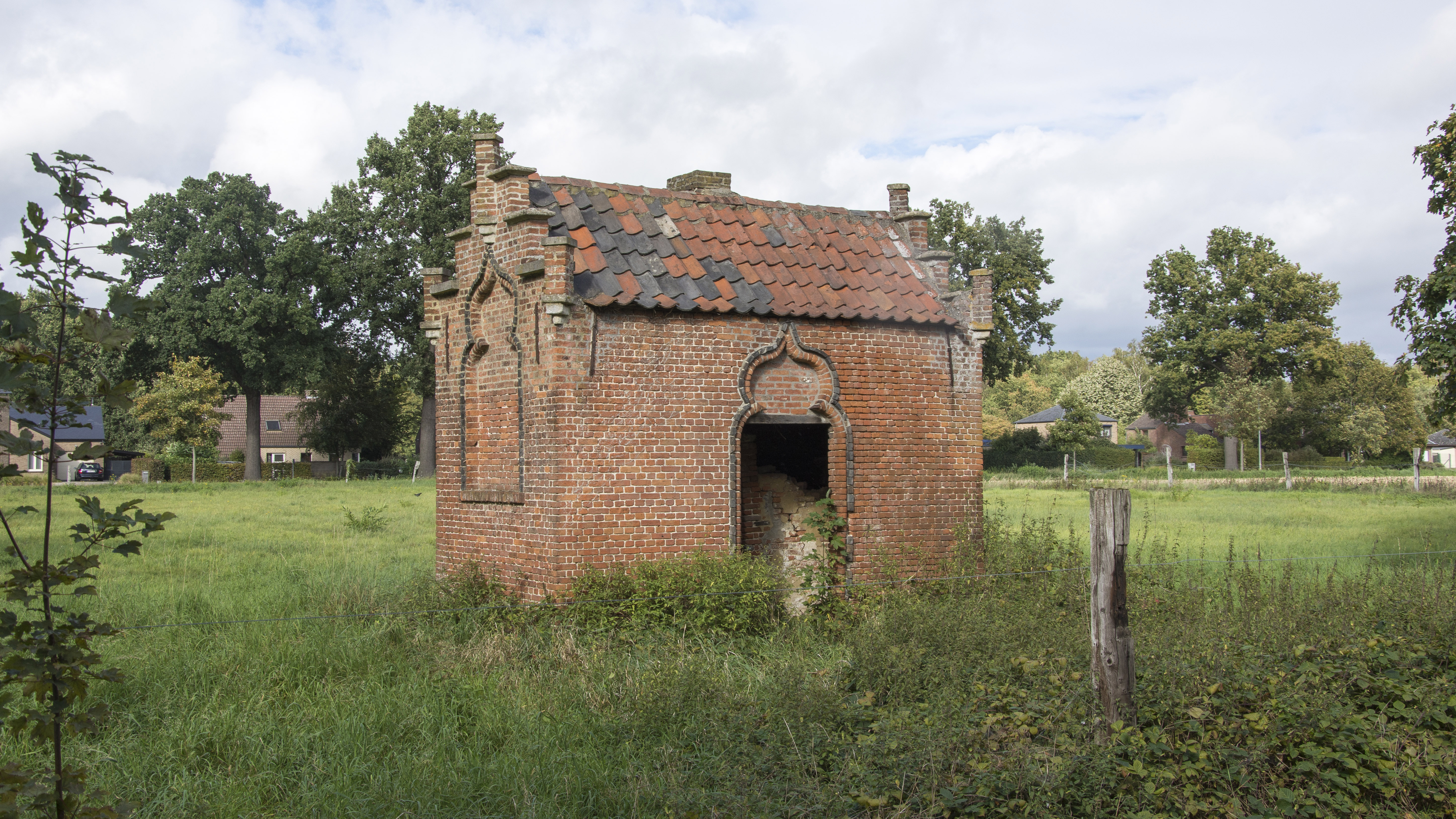
Het eclectisch bakhuisje